# Stazione di Baldichieri-Tigliole
La stazione di Baldichieri-Tigliole è una fermata ferroviaria posta sulla ferrovia Torino-Genova, ubicata presso la frazione Stazione di Baldichieri d'Asti ma a servizio anche del vicino comune di Tigliole d'Asti.

## Storia
La stazione venne attivata nel 1849, all'apertura della tratta ferroviaria Trofarello-Asti.

## Strutture ed impianti
La fermata dispone di un fabbricato viaggiatori sviluppato su due piani ma completamente chiuso all'utenza. Sulla parete lato binari sono collocate due obliteratrici e un pannello informativo per l'utenza.
Accanto al FV è presente un edificio sviluppato su un solo piano che ospita un bar-trattoria e i servizi igienici.
La fermata dispone dei soli 2 binari di corsa della linea, serviti ciascuno da un'apposita banchina. Tali banchine, collegate mediante un sottopasso, sono parzialmente coperte da due tettorie in cemento armato sulle quali sono collocati due monitor a LED per l'informazione delle partenze dei treni (non più presenti). Un ulteriore monitor di vecchia generazione è presente sulla banchina del primo binario ma risulta al 2019 non più funzionante. Lungo le banchine sono collocate alcune panchine in cemento per l'attesa.

## Movimento
La stazione è servita dalla linea 6 del servizio ferroviario metropolitano di Torino, la tratta regionale Torino Aeroporto di Caselle - Asti, sulla base del contratto di servizio stipulato con la Regione Piemonte.

## Servizi
La stazione, che RFI classifica nella categoria "Bronze", dispone di:
- Bar
- Ristorante
- Servizi igienici

## Interscambi
In prossimità del piazzale esterno è presente una fermata dei bus extraurbani per la provincia.